# Hilda Stern Cohen
Hilda Stern Cohen (geb. 1924 in Nieder-Ohmen, Oberhessen; gest. 1997 in Baltimore) war eine erst nach ihrem Tod durch Funde alter Schulhefte als Lyrikerin und Schriftstellerin bekannt gewordene Holocaust-Überlebende.

## Leben
Von 1937 bis 1938 besuchte Hilda Stern Cohen die Israelitische Lehrerbildungsanstalt in Würzburg und war bis zu ihrer Deportation 1941 in das Ghetto Lodz und das KZ Auschwitz als Religionslehrerin an der Jüdischen Bezirksschule in Bad Nauheim tätig. 
Sie überlebte das KZ und emigrierte 1946 mit Umweg über Österreich in die USA. In dieser Zeit entstanden 150 Gedichte und Prosatexte, mit denen sie ihre traumatischen Erlebnisse in Lodz und Auschwitz und die Ermordung ihrer Eltern und Großeltern verarbeitete. Zu den behandelten Themen gehören ihre Probleme, als KZ-Überlebende in ein normales Leben zurückzukehren, sowie ihre Erfahrungen in österreichischen DP-Lagern, in denen sie auf ihr Immigranten-Visum für die USA warten musste. Um auch innerlich ein neues Leben zu beginnen, gab sie ihre Muttersprache auf, stellte die literarische Betätigung ein und widmete sich ihrer Arbeit als jüdische Religionslehrerin in Baltimore.  
Ihr Ehemann wusste selbst nach fast 50-jähriger Ehe nichts von den literarischen Ambitionen seiner Frau. Er fand die mit Gedichten und Prosa beschriebenen Kladden unerwartet in ihrem Nachlass. Die Texte gelangten über das Goethe-Institut in Washington, D.C. an die Arbeitsstelle Holocaustliteratur der Justus-Liebig-Universität Gießen. Hier wurde Hilda Stern Cohens Werk unter dem Titel Genagelt ist meine Zunge aufbereitet und als Buch veröffentlicht.
Im Jahr 2008 las die Schauspielerin Iris Berben im Licher Kulturzentrum Bezalel-Synagoge aus den Werken Hilda Stern Cohens. Die Veranstaltung wurde im Radioprogramm des Hessischen Rundfunks (HR 2) ausgestrahlt. 2013 fand im Hessischen Landtag im Rahmen einer Gedenkstunde zum 75. Jahrestag der Reichspogromnacht eine musikalisch begleitete Lesung aus dem Werk von Hilda Stern Cohen von Lilli Schwethelm und Georg Crostewitz statt.

## Werke
- Erwin Leibfried, Sascha Feuchert (Hrsg.): Genagelt ist meine Zunge. Gedichte und Prosa einer Holocaust-Überlebenden von Hilda Stern Cohen (1924–1997) (= Memento. Band 2). Ernst-Ludwig-Chambré-Stiftung, Gießen 2003, ISBN 978-3-00-010499-2.